# Spilogale angustifrons
Répartition géographique
Espèce
Statut de conservation UICN

 LC  : Préoccupation mineure
Spilogale angustifrons est une espèce de moufette. Elle est présente du Mexique au Costa Rica.